# Paul Christiaan van Westering
Paul Christiaan van Westering (Amsterdam, 9 juli 1911 – Zandvoort, 3 maart 1991) was een Nederlands organist, componist, koorleider, dirigent en muziekpublicist. Grote bekendheid kregen zijn op muziek gezette kinderversjes van Annie M.G. Schmidt.
Hij studeerde bij Jan Mul (compositie), Henk Badings (instrumentatie) en in Parijs bij Marcel Dupré (orgel).
Van Westering werkte als cantor/organist in verschillende plaatsen in Nederland (onder meer in de Begijnhofkapel in Haarlem) en was muziekredacteur van de Haagse Post. Hij was de eerste bespeler van Fokkers 31-toons orgel in het Teylers Museum in Haarlem. Voor dit orgel schreef hij een Speelmethode (1952). Voorts publiceerde hij De instrumenten van het orkest (1952) en De mens achter de musicus (1965).
Van Westering componeerde voornamelijk koorwerken, liederen, kinderliedjes, orgelwerken, kamermuziek en een musical. Erg bekend is zijn toonzetting van de Nederlandstalige versie van het Credo III, de 'Apostolische geloofsbelijdenis'.
Er bestaat een 78 toerenplaat van zijn carillonspel op de  speeltoren in Monnickendam.

## Kinderliedjes
Voor zijn eigen kinderen zette Van Westering enkele kinderversjes van Annie M.G. Schmidt op muziek. Platenmaatschappijen en de radio vonden deze melodieën te klassiek en niet commercieel genoeg. Uiteindelijk kwamen de liedjes terecht bij De Leidse Sleuteltjes die ze in 1957 op een EP uitbrachten. Liedjes als Dikkertje Dap en Het beertje Pippeloentje zouden hierna deel gaan uitmaken van het vaste kinderrepertoire. Voor Annie M.G. Schmidt leverde een elpee van De Leidse Sleuteltjes uit 1962 haar eerste gouden plaat op.
In 1964 werd Van Westering geëerd met de ANV-Visser Neerlandiaprijs voor zijn muziek voor kinderliedjes. Hij maakte ruim honderdvijftig kinderliedjes, merendeels op tekst van Annie M. G. Schmidt, Han Hoekstra, Letty Kostermans en Suzanne Lecointre. Ze werden gezongen door kinderkoren als De Leidse Sleuteltjes (CNR), de Damrakkertjes (Philips), de Merels (Decca), het Haarlemse koor Pippeloentje (CNR) en zijn eigen koor De Bloemendalertjes (Imperial). Samen hadden zij meer dan 300.000 platen met zijn liedjes verkocht. In 1990 zou VOF de Kunst de bekende kinderliedjes nieuw leven inblazen.

## Reclameliedjes
De samenwerking met Annie M.G. Schmidt leidde eind jaren 50 ook tot het maken van het liedje "Het Lelijke Eendje" (in opdracht van Citroën Nederland): de 3 coupletten werden gevolgd door het refrein: "Wij hebben een eendje dat woont bij ons in, een lelijk klein eendje voor 't hele gezin. En altijd gaat dat eendje met ons mee, naar 't bos en de hei en de zee ..." De muziek werd op een single gezet en is op menig 'draaitafeltje' (grammofoon) beluisterd.

## Composities voor orgel (selectie)
- Suite de concert (1954/1965)
- Fanfare, berceuse en koraal "Al is ons prinsje nog zo klein" (1967)
- Variaties op een Bach-thema (1967)
- Variaties over "Merck toch hoe sterck" (1967, oorspronkelijk voor 31-toons orgel)
- Trio en koraal Psalm 72
- Elyseum (thema en variaties Psalm 16)
- Variaties over "Nu zijt wellekome"

Van Westering had een goede collegiale band met de populaire organist Feike Asma ( 1912 - 1984 ). Deze organist heeft meerdere uitvoeringen verzorgd van orgelwerken van Van Westering. De Variaties op een Bach-Thema waren zelfs opgedragen aan Feike Asma t.g.v. zijn 40-jarig jubileum als organist. Tegelijk met dit muziekstuk verscheen een beknopte biografie van Feike Asma geschreven door Van Westering.
- Gemeinsame Normdatei: 1180510852
- International Standard Name Identifier: 0000 0003 7034 2690
- Library of Congress Control Number: n2012022148
- MusicBrainz: df6941c2-e470-4a83-83fe-cda46e8f95e3
- Nederlandse Thesaurus van Auteursnamen: 07362070X
- Virtual International Authority File: 236608160
- WorldCat: E39PBJwCWYmTkW3K38QCqP3JDq